# Пам'ятники Каїру
Стаття Пам'ятники Каїра (англ. Statues of Cairo) присвячена міській скульптурі найбільшого міста Африки, столиці Єгипта міста Каїра.
Попри діючі обмеження на зображення людських постатей в ісламському мистецтві, у Каїрі встановлено цілу низку пам'ятників, меморіалів і пам'ятних знаків.
Традиція відкриття монументів, у тому числі тих, що зображують людські фігури, сягає майже 150-літньої історії. Так, перші пам'ятники з'явились у місті ще в 1870-ті, їхніми авторами були європейські (збільшого французькі) скульптори.
З розвитком національного мистецтва в Єгипті у контексті загальносвітових тенденцій у ХХ столітті, зокрема і зі здобуттям незалежності держави (1936 рік, від Великої Британії), в місті було встановлено чимало нових пам'ятників і декілька меморіальних пам'яток і знаків, авторами яких були єгипетські арабські митці.
Каїрські пам'ятники присвячені переважно діячам національної історії, зокрема правителям та військовикам різних епох, цілий ряд монументів зображує представників єгипетської інтелігенції. Деякі з монументів сучасного Каїру позначені випрацюванням єгипетськими митцями власного неповторного стиля монументального мистецтва, який черпає як з багатющої культурної спадщини Єгипту Стародавнього, так і має цілком ісламське обличчя, при тому враховуючи найкращі традиції європейської (світової) монументалістики. Са́ме використання мотивів давньоєгипетського мистецтва робить низку пам'ятників єгипетської столиці своєрідними і навіть неповторними.
Локалізовані пам'ятники в Каїрі, як це і традиційно для міст усього світу, в центрі площ (майданів/міданів) та скверів. Є також декілька місць, де встановлено велику кількість статуй — так, у подвір'ї Національного військового музею зосереджено понад півтора десятка пам'ятників і погрудь єгипетських історичних національних лідерів, а біля будівлі Каїрської опери на території Національного культурного центру розташовано декілька пам'ятників національним культурним діячам, а також пам'ятний знак на честь Хіросімської трагедії.
Процес встановлення нових пам'ятників (разом з процесами глобалізації) активізувався в Каїрі на порубіжжі 2-го і 3-го тисячоліть (1990-ті — 2000-ні рр.) — саме тоді встановлено ряд пам'ятників «за обміном» (з іншими містами світу) або як подарунки інших країн. на відзначення подій чи персоналій загальносвітового масштабу.
Пам'ятники Каїра:
| Назва                        | Рік відкриття | Розташування                                               | Фото | Короткі відомості |
| Абд-аль-Вахабу Мохаммеду     |               | на площі Баб-Ель-Шарьйа                                    |      | Пам'ятник єгипетському композитору і музичному діячеві Мохаммеду Абд-аль-Вахабу встановили після його смерті (1991) на площі в каїрському районі, де він виріс. |
| Кульсум Умм                  |               | на площі Умм Кульсум у районі Замалек                      |      | Пам'ятник єгипетській співачці ХХ століття Умм Кульсум є єдиним у країні пам'ятником жінці-єгиптянці, що жила в ХХ столітті, і взагалі пам'ятником конкретній жінці. |
| Невідомому солдату, меморіал | 1975          | у Насер-Сіті                                               |      | Меморіал Невідомому солдату, присвячений жертвам єгипетських вояків у Жовтневій війні 1973 року, було урочисто відкрито в жовтні 1975 року. Автор меморіалу, що виграв відповідний конкурс, професор доктор Самі Рафе (Sami Rafe), використав у монументі мотив Єгипетських пірамід, а втілив проект у рекордно швидкий термін — менше ніж за півроку.                                                                               |
| Рамзеса II, статуя (репліка) |               | на вулиці Салах Салем дорогою до Каїрського аеропорту      |      | Статуя є реплікою 10-метрового колосу, створеного з рожевого граніту, виявленого археологами в Мемфісі. Оригінал тривалий час (1954–2006) розміщався на Вокзальній площі, але зрештою був перевезений на плато Гіза. |
| Соліману Паші                | 1874          | біля Національного військового музею на території Цитаделі |      | Пам'ятник Паші Соліману (насправді французький полковник Жан-Ансельм Сєв), що відіграв значну роль у визвольній боротьбі єгиптян, був встановлений на площі його імені 1874 року. Автор статуї — французький скульптор Анрі-Альфред Жакемарт (Henri Alfred Jacquemart). На первинному місці монумент стояв до 12 лютого 1964 року. В наш час[коли?] розташований біля будівлі Національного військового музею на території Цитаделі. |

## Виноски
1. ↑  Мухамед Абдель Вахаб на www.welove-music.net [Архівовано 2 листопада 2009 у Wayback Machine.] (англ.)
2. ↑  Хамам Іман(Iman Hamam) Жіночий протест [Архівовано 29 грудня 2009 у Wayback Machine.] // Al-Ahram Weekly, 2005 [Архівовано 2 травня 2014 у Wayback Machine.] (англ.)
3. ↑  Військовий музей[недоступне посилання з квітня 2019] на Єгипетська державна інформаційна служба [Архівовано 9 грудня 2009 у Wayback Machine.] (англ.)
4. ↑  Раафат Самір (Samir Raafat, 2002) Публічні статуї та меморіали в сучасному Єгипті [Архівовано 22 вересня 2010 у Wayback Machine.] на www.egy.com [Архівовано 12 грудня 2009 у Wayback Machine.] (витримки з книги Саміра Раафата «Каїр, роки слави») (англ.)